# Рябоштанов, Сергей Юрьевич
Сергей Юрьевич Рябоштанов (9 августа 1963, Таганрог — 5 августа 2009, Таганрог) — российский архитектор, главный архитектор Таганрога (с 2001 по 2009 год).

## Биография
В 1980 году окончил таганрогскую среднюю школу № 8. В 1986 году окончил архитектурный факультет Ростовского инженерно-строительного института.
С 1987 по 1991 год работал архитектором организации «Спецпроектреставрация». С 1991 по 1993 год работал главным архитектором проектов в мастерских «Архпроект». В 1993 году организовал и возглавил архитектурно-творческую мастерскую «Архиград».
В 1993 году выиграл конкурс на памятник первому линейному кораблю России. Участник Всесоюзного конкурса на проект Храма-памятника в честь 1000-летия Крещения Руси.
В 2001 году назначен главным архитектором — председателем комитета по архитектуре и градостроительству Таганрога.
В январе 2009 года был назначен на должность генерального директора ОАО «Южный региональный научно-исследовательский и проектный институт градостроительства», учрежденного Еленой Батуриной (ЗАО «ИНТЕКО») совместно с Правительством Ростовской области с целью создания комплексной системы разработки и актуализации градостроительной документации, проектирования жилых домов и социальных объектов.
Умер 5 августа 2009 года. Похоронен на Мариупольском кладбище Таганрога.

## Известные проекты
- 1998 — Реконструкция Пушкинской набережной, Таганрог[2].
- 1998—2009 — Монумент в честь 300-летия Таганрога, Таганрог[3].
- 2004 — Реконструкция сквера «У шлагбаума», Таганрог.
- 2004 — Храм Святой Живоначальной Троицы, Таганрог.
- 2008 — Памятник Фаине Раневской, Таганрог[4].